# Brigata Garibaldi "Antonio Gramsci" (Feltre)
La Brigata Garibaldi "Antonio Gramsci" di Feltre fu una brigata partigiana italiana che iniziò ad operare nel giugno 1944 nelle montagne della provincia di Belluno, occupata dai nazisti con la Zona d'operazioni delle Prealpi. Il comando aveva sede in Piétena, una località a nord di Feltre. Negli ultimi mesi fu inquadrata nella Divisione Garibaldi "Belluno".
Il primo comandante della Brigata fu Paride Brunetti, “Bruno”, un tenente di artiglieria di carriera, uscito dall'Accademia Militare di Torino, con l'esperienza della campagna di Russia.

## Origini
La Brigata fu l'evoluzione del processo di organizzazione della resistenza armata nel bellunese.

### Il nucleo partigiano "Luigi Boscarin"/"Tino Ferdiani"
Il 7 novembre 1943 si riunì, presso la casera "Spàsema" di Lentiai, il primo gruppo di 22 partigiani dell'area bellunese, il nucleo partigiano "Luigi Boscarin"/"Tino Ferdiani" . Il gruppo fu intitolato prima a Luigi Boscarin (o Buscarin), comunista bellunese morto nel 1936 nella guerra civile spagnola e dopo il 7 gennaio 1944 a "Tino Ferdiani", comunista bolognese, morto durante una delle prime azioni armate del nucleo.
Da questo nucleo si sviluppò gran parte dell'organizzazione partigiana che nei mesi successivi si articolò nelle principali divisioni partigiane del Veneto: la “Divisione Belluno“,che operò nel territorio dell'omonima provincia e la Divisione Garibaldi "Nino Nannetti" che operò nella sinistra Piave, nell'altipiano del Cansiglio, nell'area di Vittorio Veneto, e nelle valli del Vajont.

## La brigata
Nell'autunno del 1944 la Brigata, come tutte le formazioni che si trovavano sulla sinistra orografica del fiume Piave furono coordinate dalla Divisione Garibaldi "Belluno". Quelle che si trovavano dislocate sulla destra del Piave dipendevamo dalla Divisione Garibaldi "Nino Nannetti".
Merito di Paride Brunetti la Brigata Gramsci si dotò di una imponente organizzazione di tipo militare: furono curati gli aspetti burocratici con una puntigliosa schedatura dei singoli volontari ad una scuola allievi comandanti, dalla logistica (comprendendo anche dei collegamenti telefonici) al costante addestramento militare e alla pubblicazione un foglio ciclostilato, il “Fazzoletto rosso”.
La sua organizzazione burocratica ha permesso agli storici di stabilire la composizione sociale della Brigata. Essa era composta, in un certo momento, da 
430 operai, 110 contadini, 50 studenti, 55 artigiani, 50 impiegati, 30 commercianti, 10 intellettuali, 8 casalinghe, 43 incerti. (2)

### Alcuni comandanti
- Brunetti Paride “Bruno” - Comandante dal 7 giugno al 10 dicembre 1944
- “Cimatti” - Commissario politico dal 7 giugno al 15 agosto 1944
- Dalla Sega Aldo “Robespierre” - Commissario politico dal 10 dicembre 1944 al 10 gennaio 1945
- Parini Giovanni “Barendi” - Commissario politico dal 1º ottobre al 15 gennaio 1945
- Stefani Natale “Anto” - Comandante dal gennaio 1945

## Le unità operative
Visto l'alto numero di partecipanti, la più grossa d'Italia, la Brigata (raggiunse il massimo nel settembre 1944 con 996 persone e contò fino a ben 89 staffette partigiane) e per reazione alle varie azioni di rastrellamento si organizzò in più unità operative, alcune composte da più di 200 persone per unità.

### Battaglione “De Min”
Il battaglione “De Min” era dislocato a Pietena e operava nei territori di Busche, frazione di Cesiomaggiore, Santa Giustina e nella sua frazione Formegan.

### Battaglione “Zancanaro”
Il battaglione “Zancanaro” era dislocato in "Busa delle Vette" e operava nei territori di Feltre, Pedavena, Fonzaso, Moline di Sovramonte.

Il battaglione era nato per la decisione dei partigiani cattolici feltrini che si erano aggregati alla Brigata, dopo che era stato assassinato il loro comandante, il tenente colonnello degli Alpini Angelo Giuseppe Zancanaro.

### Battaglione “Cesare Battisti”
Il battaglione “Cesare Battisti” era dislocato ed operò nei territori di Val Canzoi, Busche, Villabruna.

### Battaglione “Monte Grappa”
Il battaglione “Monte Grappa” operò nei territori del Monte Grappa (Seren del Grappa, Cismon del Grappa, Carpanè, Campo Solagna, Montebelluna; le due Squadre (SAP): la “Marmolada” (Feltre; Quero), la “Civetta” (Cesiomaggiore, Santa Giustina, Belluno e dintorni di Feltre).

### Battaglione “Gherlenda”
Il Battaglione “Gherlenda” operò nei territori di Primiero, Lamon, Tesino, Borgo Valsugana, Strigno, Grigno.
Costituito inizialmente come Compagnia il 21 agosto del 1944, prese il nome da Giorgio Gherlenda detto "Piuma", fucilato con Alvaro Bari a Lentiai dai tedeschi il 5 agosto dello stesso anno.
Il primo comandante fu Isidoro Giacomin ”Fumo”, da Fonzaso. Egli era stato sottotenente del 7º Reggimento alpini - Battaglione "Feltre" e aveva combattuto nel Montenegro.
Di formazione garibaldina la Compagnia "Gherlenda" era composta da 29 membri, 3 dei quali ricoprivano i seguenti ruoli: 
1. commissario politico: primo fu Elio Lastore, detto "Silla", sostituito successivamente da Lorenzo Corso (fratello di Gianluigi Corso detto "Vittoria"), detto "Leo";
2. economo: Guerrino Gaio detto "Valasco";
3. medico: Luciano Dellantonio detto "Matius".

6 tra i 29 non sono identificabili in quanto i ruolini e le schede personali, in caso di rastrellamenti, venivano distrutti. La necessità di sicurezza imponeva inoltre ai partigiani della Compagnia di chiamarsi esclusivamente col nome di battaglia (spesso con un nome femminile che si riferiva a quello della ragazza amata), pur se molti tra loro si conoscessero personalmente.
Le operazioni resistenziali della Compagnia "Gherlenda" si svolsero nel periodo compreso tra fine del 1944 e l'inizio del 1945.
Nell'agosto del 1944, la Gherlenda si stabilì a Malga Tolvà, sui monti di Costabrunella, nel Comune di Pieve Tesino.
Nel corso dell'anno 3 furono gli scontri significativi per la vita della Compagnia: 
1. il 31 agosto a Strigno fu ferito un ufficiale tedesco;
2. il 4 settembre catturarono 4 militari tedeschi nei pressi di Pieve Tesino, 3 furono fucilati la sera stessa, 1 passò con i garibaldini;
3. il 14 settembre fu assalita la caserma del CST a Castello Tesino a Piazza Molizza. Risultato dell'azione fu la cattura di 50 prigionieri e la requisizione dell'armamento. La reazione tedesca non si fece attendere, il giorno successivo militari tedeschi affiancati da uomini della 12ª Compagnia del CST e da mongoli del Turkestan, di stanza a Stigno, avanzarono verso la diga di Costa Brunella dove si trovava il comando del "Gherlenda". Nello scontro morì il Comandante "Fumo".

La Compagnia "Gherlenda" in seguito agli importanti risultati conseguenti la terza azione fu elevata al livello di Battaglione.
Nei mesi successivi gli scontri proseguirono, nel rastrellamento dell'8 ottobre furono catturati la partigiana Clorinda Menguzzato "Veglia" e Gastone Velo "Nazzari", torturati e fucilati nei giorni successivi.
Le successive azioni tedesche e le continue catture e retate indebolirono il Battaglione che alla fine di ottobre si divise in tre piccole compagnie: 
1. la Compagnia "Isidoro Giacomin" che operò nella zona compresa tra il Passo Brocon e Canal San Bovo;
2. la Compagnia "Comando";
3. la Compagnia "Trento" che si stanziò tra la Valfloriana e la Val di Fiemme. Qui rimasero a combattere Corrado Pontalti che si era unito al Gherlenda il 9 settembre dopo aver disertato dal CST, Celestino Marighetto "Renata" e la sorella Ancilla detta "Ora".

Il 19 febbraio 1945 un gruppo di militari delle SS insieme a esponenti del CST braccarono alcuni partigiani presso Malga Valarica di sotto e catturarono Ora che fu uccisa in quella tragica circostanza.
Il Battaglione Gherlenda si ricostituì solo dopo la fine del conflitto sotto la guida di Celestino Marighetto. Il 25 aprile del 1945 entrò a Castel Tesino, il primo paese liberato del Trentino.

### Battaglione “Bolzano” Alvaro Bari
Il battaglione “Bolzano”, quasi completamente autonomo, con una decina di squadre SAP e un comando Piazza (Zona Industriale), operò con il nome Alvaro Bari presso gli stabilimenti della Lancia a Bolzano ed era formata inizialmente dai partigiani sfuggiti ai rastrellamenti di Belluno e Vicenza.

### Compagnia “Churchill”
La compagnia “Churchill” era formata da una decina di ex prigionieri britannici.

## Marx e il Rosario
(Paride Brunetti, in un’intervista con Giovanni Castiglioni - Saronno, 2002)
A conferma del buon clima di collaborazione e di accordo tra i gruppi cattolici e comunisti ben due responsabili dell'Azione Cattolica feltrina assunsero delle responsabilità elevate: Luigi Doriguzzi “Momi” di Feltre fu vice commissario politico della Brigata; Edoardo De Bortoli di Aune di Sovramonte fu Capo di Stato Maggiore.

## Azioni militari
Considerato che il primo gruppo garibaldino era dotato solo di un mitragliatore e di sei fucili Carcano Mod. 91 e poche munizioni, numerose furono le azioni di assalto ai vari presidi nemici al fine di armare le centinaia di uomini che si erano aggregati alla Brigata.
Furono assaltati i presidi nazifascisti presenti a:
- Feltre presso la caserma dei carabinieri e nella frazione di Villabruna;
- Sovramonte e nelle frazioni di Moline e Servo;
- Fonzaso e a Pedesalto (località all'imbocco della valle del Cismon);
- San Silvestro, una località della valle Cismon in prossimità del confine di Imer.
- Santa Giustina;
- Lamon.

Particolarmente significativo sotto l'aspetto il danno strategico militare fu il sabotaggio del Tombion nel comune di Cismon del Grappa.
Tragico fu lo scontro sul Monte Grappa dove la Brigata Gramsci riuscì a sganciarsi dalla morsa dell'assedio nazifascita ritornando nel feltrino senza perdite.

## Rapporti con gli Alleati
La Brigata ospitò per un lungo periodo una missione "SIMIA", nome di una radio del SOE (“Special Operation Executive) britannico con la collaborazione del SIM (Servizio Informazioni Militari del Regio Esercito). La missione era composta per il SOE dal maggiore britannico Bill Tilman (il primo, nel 1936, a scalare il Nanda Devi) e il tenente John H. Ross; per il SIM il tenente Vittorio Gozzer “Gatti” (fratello del capitano Giuseppe Gozzer) quale interprete, e il radiotelegrafista Antonio Carrisi “Marino Marini”.

## Le sedi della Brigata
Le località dove si aggregarono i partigiani nei mesi della Resistenza sono di difficile individuazione. Di seguito si indicano dei percorsi di tipo escursionistico che evidenziano le oggettive difficoltà operative dei gruppi di volontari.

### Pietena
Per raggiungere la zona della prima sede della Brigata a Pietena, partendo da Feltre, è necessario salire alla frazione di Vignui, a 533 m s.l.m. si sale verso la località Sass Sbregà (630 m) e si seguono i sentieri per Pian dei Violini e Rifugio Dal Piaz - segni CAI Nº. 812 e 816 verso lo Scalon di Pietena. Il Passo Pietena è a 2094 m s.l.m. 
La "Busa delle Vette", base del Btg "Zancanaro", è raggiungibile dal passo Pietena.

### Val Canzoi
La valle segue il torrente Caorame, dalla località Preton fino al Pian del Goso, a Nord del Lago della Stua. Preton è raggiungibile da Soranzén, frazione di Cesiomaggiore.

## Decorati
- Angelo Giuseppe Zancanaro
- Ancilla Marighetto
- Clorinda Menguzzato